# Pericentrus
Pericentrus is een geslacht van Phasmatodea uit de familie Phasmatidae. De wetenschappelijke naam van dit geslacht is voor het eerst geldig gepubliceerd in 1908 door Redtenbacher.

## Soorten
Het geslacht Pericentrus omvat de volgende soorten:
- Pericentrus bicoronatus (Westwood, 1848)
- Pericentrus pinnatus Redtenbacher, 1908
- Pericentrus tripinnatus Redtenbacher, 1908